# أخيضر مسطح المنقار
أخيضر مسطح المنقار (الاسم العلمي:Vireo nanus) (بالإنجليزية: Flat-billed Vireo)‏ هو نوع من الطيور يتبع جنس الأخيضر من الفصيلة الأخيضرية.